# Panzerjäger Tiger (P) (Elefant)
Elefant je bio lovac tenkova njemačkog Wehrmachta. Dizajniran i sagrađen pod imenom Ferdinand (u čast svog tvorca, Ferdinanda Porschea), nakon određenih izmjena (dodavanje još jednog mitraljeza kalibra 7,92mm) u siječnju 1944. godine preimenovan u Elefant, što je njemačka riječ za slona. Ipak, službeni mu je naziv bio Panzerjäger Tiger (P), a radna oznaka Sd. Kfz. 184.

## Razvoj
Za novu njemačku ofanzivu pod šifriranim nazivom Citadela (bitka za Kursk), Hitler je zahtijevao da se uvede u naoružanje novo vozilo koje je moglo podnijeti top kalibra 88 mm, koje će imati jak, neprobojan oklop i koje će moći uništiti svaki sovjetski tenk. Njemački konstruktor Dr.-Ing. Ferdinand Porsche (tvorac tenka Tiger) je svoj model prezentirao 20. ožujka 1943. Hitleru kao rođendanski poklon. Hitleru se model veoma svidio te je naredio da se ubrza proizvodnja kako bi se što više vozila isporučilo na front prije početka ofanzive. Od početka travnja pa do kraja svibnja ukupno je 90 vozila bilo spremno za upotrebu. Vozila su imala veoma snažan prednji oklop od 200 milimetara, što je praktički bilo neprobojno za bilo koji protivnički tenk tog vremena. Kasnije je vozilo dobilo još jedan mitraljez MG 34 i naziv je promijenjen u Elefant. Iako je većina tenkova Ferdinand bila uništena u bitki za Kursk, razlog uništenja kod velike većine njih bio je proboj bočnog oklopa koji je bio značajno slabiji od prednjeg. Većina tadašnjih ruskih topova nije imala dovoljnu vatrenu moć za probiti 200 milimetara prednjeg Ferdinandovog oklopa izbliza, a kamo li izdaleka (naime, ruski su topovi u Drugom svjetkom ratu poznati po nepreciznosti). Manji dio tenkova Ferdinand onesposobljen je radi tehničkih kvarova, od kojih je najčešći bio kvar na transmisiji. Naime, oni su radi svoje enormne težine imali električnu transmisiju: dva benzinska motora pogonila su električne generatore iz kojih su potom električni vodovi išli do svakog kotača na tenku koji je imao zaseban elektromotor. Razlog tome bio je taj što konvencionalna transmisija od čeličnih šipki ne bi izdržala enormne torzijske sile do kojih dolazi radi same težine tenka.

## Preostali
Samo su dva tenka preostala nakon rata od 90-ak izrađenih. Jednog su Sovjeti uhvatili u kontranapadu u bitki za Kursk, a drugog su zarobile američke postrojbe u bitki kod Anzia. Elefant je danas priznat kao najbolji lovac tenkova drugog svjetskog rata koji je ušao u masovnu proizvodnju.

## Vanjske poveznice
- (en) Information about the Panzerjäger Tiger(P) "Ferdinand/Elefant" at Panzerworld